# Бриклберри
Бриклберри (англ. Brickleberry) — американский мультсериал, стартовавший на телеканале Comedy Central 25 сентября 2012 года. Основной сюжет строится вокруг рейнджеров-раздолбаев, чудом остающихся на своих рабочих местах, которые столкнулись с закрытием своего парка. На помощь им приходит новенькая девушка-рейнджер, чья цель — преобразить и сохранить заповедник. Зачастую лесу и его жителям в большей степени угрожают те, кто должен их охранять.
В 2015 году Comedy Central закрыли мультсериал после трёх сезонов. Его создатели Роджер Блэк и Вако О’Гуин в 2018 году запустили новый схожий мультсериал «Полиция Парадайз». Во 2 сезоне этого мультсериала в серии «Paradise PD Meets Brickleberry» появлялись персонажи «Бриклберри», а также выяснялось, что главные герои обоих мультсериалов родственники.

## Место действия
Большая часть событий сериала происходит в вымышленном национальном парке «Бриклберри», а также в близлежащем городе. Самыми популярными местами вне парка являются больница с врачом без лицензии и стрип-клуб.

## Персонажи
- Стив Уильямс (англ. Steve Williams) — самоуверенный, но очень неуклюжий и глупый смотритель парка, который относится к своей работе слишком серьёзно. В течение нескольких лет он получал звание «рейнджера месяца» и теперь, когда в парке и появилась Этель, которая лучше, чем он, он готов пойти на всё, чтобы сохранить своё звание. Несмотря на крайне низкий уровень интеллекта, он очень хорошо знает парк Бриклберри, возможно потому, что вырос в нём, так как его отец также был рейнджером. С детства он мечтал работать в Бриклберри и воплотил свою мечту после того, как его отец без вести пропал в парке. В дальнейшем Стив влюбляется в Этель и даже хотел от неё ребёнка.
- Этель Андерсон (англ. Ethel Anderson) — 25-летняя привлекательная женщина-рейнджер. Она была «рейнджером месяца» в Национальном парке Йеллоустон и была переведена в Бриклберри для улучшения парка. Этель обладает необычайными навыками рейнджера, но она гораздо скромнее, чем Стив, который видит в ней угрозу своему званию «рейнджера месяца», в то время как Этель понимает, что он лишь неуклюжий идиот. Этель часто встречается с «плохими» парнями, и один раз даже имела отношения с медведем. Также она запойный алкоголик, что скорее всего и повлекло её перевод из национального парка Йеллоустон в Бриклберри.
- Вудроу «Вуди» Джонсон (англ. Woodrow "Woody" Johnson) — 55-летний смотритель с военным прошлым. Вуди является главным рейнджером в Бриклберри, добивался этого 30 лет. Интересы парка для него всегда на первом месте, он изо всех сил пытается повысить сокращающееся количество туристов, посещающих парк. Как-то раз случайно признается Маллою, что, когда умерла его мать, его отец заставлял его наряжаться в её нижнее белье. Теряет голову в азартных играх, пытаясь отыграться до последнего, из-за чего был буквально распродан на органы Маллоем, которому задолжал. В одной из серий выясняется, что в прошлом Вуди был порнозвездой. Является двоюродным братом Рэндэла Кроуфорда, шефа полиции Парадайз
- Маллой (англ. Malloy) — говорящий медведь гризли, появился в парке, после того как Стив случайно застрелил его родителей, и был приручен с малых лет рейнджером Вуди, который позволяет ему играть в видеоигры весь день и есть нездоровую пищу. Несмотря на свой милый внешний вид, Маллой очень грубый, имеет комплекс превосходства и очень самовлюбленный. Он любит издеваться и подшучивать над рейнджерами, особенно над Стивом, считая его жалким и ни на что не способным. Также он неоднократно становился объектом насилия местного «любителя животных».
- Дензел Джексон (англ. Denzel Jackson) — афроамериканец, который ничего не соображает в своей работе рейнджера, но не может быть уволен, потому что он работает на государственное учреждение и является национальным меньшинством. Дензел является геронтофилом, он испытывает сексуальную тягу к пожилым женщинам.
- Конни Кунаман (англ. Connie Cunaman) — женщина-рейнджер, у которой огромное тело и грубый голос, часто ошибочно принимаемая за мужчину или животное. Она лесбиянка, что даёт ей некоторые суперспособности, которые она называет «Гей-силой». Конни способна поднять такие тяжёлые вещи, как деревья, медведя, и даже гигантскую бомбу. Когда Конни возбуждается, её влагалище издает звероподобные рычания. Испытывает очень сильное сексуальное влечение к Этель.

## Список эпизодов
| Сезон | Сезон | Эпизоды | Оригинальная дата показа | Оригинальная дата показа |
| Сезон | Сезон | Эпизоды | Премьера сезона          | Финал сезона             |
| ----- | ----- | ------- | ------------------------ | ------------------------ |
|       | 1     | 10      | 25 сентября 2012         | 4 декабря 2012           |
|       | 2     | 13      | 2 сентября 2013          | 26 ноября 2013           |
|       | 3     | 13      | 16 сентября 2014         | 16 апреля 2015           |